# Sordariomycetidae
Sordariomycetidae é uma subclasse de fungos ascomicetas que inclui diversas espécies fitopatogénicas.

## Taxonomia
A subclasse inclui as seguintes ordens:
- Boliniales
- Chaetosphaeriales
- Coniochaetales
- Diaporthales
- Ophiostomatales
- Sordariales

Para além das ordens atrás mencionadas, a subclasse inclui diversas famílias em incertae sedis:
- Annulatascaceae
- Cephalothecaceae
- Helminthosphaeriaceae
- Papulosaceae

Os seguintes géneros de Sordariomycetidae estão também considerados em incertae sedis:
- Ascotaiwania
- Ascovaginospora
- Biconiosporella
- Carpoligna
- Caudatispora
- Ceratosphaeria
- Conioscyphascus
- Garethjonesia
- Lasiosphaeriella
- Lasiosphaeris
- Leptosporella
- Linocarpon
- Merugia
- Mycomedusiospora
- Myelosperma
- Neolinocarpon
- Phaeotrichosphaeria
- Phragmodiscus
- Plagiosphaera
- Spinulosphaeria
- Wallrothiella